# Пірсонвілл (Каліфорнія)
Пірсонвілл (англ. Pearsonville) — переписна місцевість (CDP) в США, в окрузі Іньйо штату Каліфорнія. Населення — 8 осіб (2020).

## Географія
Пірсонвілл розташований за координатами 35°49′23″ пн. ш. 117°52′42″ зх. д. / 35.82306° пн. ш. 117.87833° зх. д. (35.822945, -117.878250).  За даними Бюро перепису населення США в 2010 році переписна місцевість мала площу 10,93 км², з яких 10,72 км² — суходіл та 0,21 км² — водойми.

## Демографія
Згідно з переписом 2010 року, у переписній місцевості мешкало 17 осіб у 9 домогосподарствах у складі 5 родин. Густота населення становила 2 особи/км².  Було 16 помешкань (1/км²).
Расовий склад населення:
| - 94,1 % — білих - 5,9 % — осіб інших рас |

До двох чи більше рас належало 0,0 %. Частка іспаномовних становила 5,9 % від усіх жителів.
За віковим діапазоном населення розподілялося таким чином: 0,0 % — особи молодші 18 років, 64,7 % — особи у віці 18—64 років, 35,3 % — особи у віці 65 років та старші. Медіана віку мешканця становила 59,8 року. На 100 осіб жіночої статі у переписній місцевості припадало 70,0 чоловіків;  на 100 жінок у віці від 18 років та старших — 70,0 чоловіків також старших 18 років.
Цивільне працевлаштоване населення становило 11 осіб. Основні галузі зайнятості: сільське господарство, лісництво, риболовля — 54,5 %, публічна адміністрація — 45,5 %.